# Pievesestina
Pievesestina is een plaats (frazione) in de Italiaanse gemeente Cesena.